# Molobratia bokhai
Molobratia bokhai là một loài ruồi trong họ Asilidae. Molobratia bokhai được Lehr miêu tả năm 2002. Loài này phân bố ở vùng Cổ Bắc giới.